# Blandine Belz
Pour les articles homonymes, voir Belz.
Blandine Belz, née le 21 octobre 1983 à Marcq-en-Barœul (59), est une joueuse française de basket-ball en fauteuil roulant.
Elle joue dans l'équipe de France féminine de basket-ball en fauteuil roulant depuis 2009.

## Carrière sportive
Joueuse de handball passée par les clubs de Mons-en-Barœul, Lomme où elle a été pensionnaire, et Wambrechies, Blandine Belz se fait une luxation du genou en 2008, qui laisse un léger handicap et l'empêche de continuer son activité. Cette blessure est légère.
À la suite de sa prise en charge au centre de rééducation, elle commence en 2009 la pratique de basket-ball en fauteuil qu'elle avait déjà découverte lors d'un cours d'activité physique adaptée de Cathy Marin à l'université de Lille, elle pratique alors le basket ball en fauteuil, qu'elle pratiquera entre autres dans l'équipe handisport de Clichy en 2011/2012, puis à Saint-Ouen.
Elle est aussi parallèlement sélectionnée pour jouer dans l'équipe de France féminine en janvier 2010.
Elle joue dans l'équipe de France lorsque celle-ci est sélectionnée pour jouer les championnats d'Europe 2011 à Nazareth.
La victoire contre l'équipe d'Espagne permet à l'équipe de se classer 4e et la qualifie pour les jeux paralympiques de 2012 à Londres.
L'équipe de France prend la 10e et dernière place à ces jeux.
Toujours dans l'équipe de France, Blandine Belz participe ensuite à l'Euro 2013, qui donnera à l'équipe accès au mondial de 2014 à Toronto. Toutefois, Blandine Belz ne participe pas à cette compétition car elle est enceinte.
Elle accouche d'une fille en fin d'année 2014 et reprend sa place au sein de l'équipe de France au début 2015. Cependant, une entorse du pouce l'oblige à interrompre sa saison 2014-2015 à Saint-Ouen.
Nommée capitaine de l'équipe de France en mai 2015, elle alors remplace Angélique Pichon à ce poste.

## Palmarès
- 4e du championnat de France en 2014 et 5e en 2013, 2015 et 2016 ; vice-championne de France de Nationale 2 en 2010
- 4e aux championnats d’Europe en 2011, 2013 et 2015
- 10e aux Jeux paralympiques de Londres 2012[6]

## Vie extra-sportive
Blandine Belz a grandi dans le nord de la France, avec 4 frères aînés.
Elle a pratiqué différents sports parmi lesquels l'athlétisme, le hand-ball, le base-ball, la spéléologie et l'escalade.
Ayant commencé ses études à l'université de Lille avec une licence, elle les a poursuivies avec un Master 2 en santé publique « vigilance et sécurité sanitaire » à l'université Paris-Diderot en 2012.
Elle est professeur de lycée en sciences et techniques médico-sociales,.
Blandine Belz est mariée à un sportif judoka.